# Södra Bärsskärs grunden
Södra Bärsskärs grunden är en ö i Finland.   Den ligger i kommunen Kimitoön i den ekonomiska regionen  Åboland  och landskapet Egentliga Finland, i den södra delen av landet, 150 km väster om huvudstaden Helsingfors.
Terrängen på Södra Bärsskärs grunden är mycket platt. Öns högsta punkt är 6 meter över havet.